# Ochnaceae
Ochnaceae är en familj av tvåhjärtbladiga växter. Ochnaceae ingår i ordningen malpigiaordningen, klassen tvåhjärtbladiga blomväxter, fylumet kärlväxter och riket växter. Enligt Catalogue of Life omfattar familjen Ochnaceae 625 arter. 

## Bildgalleri

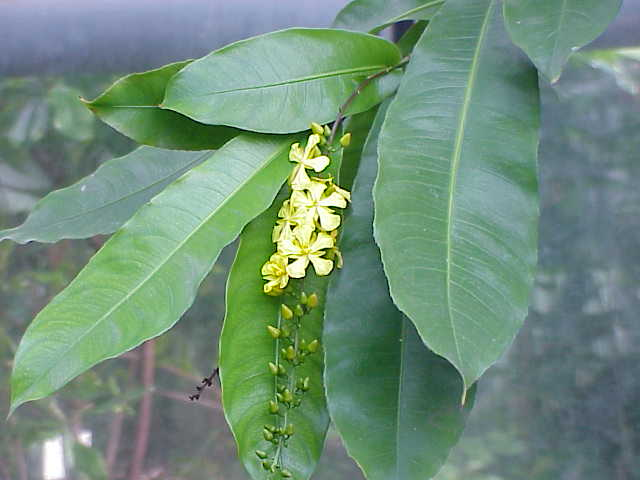
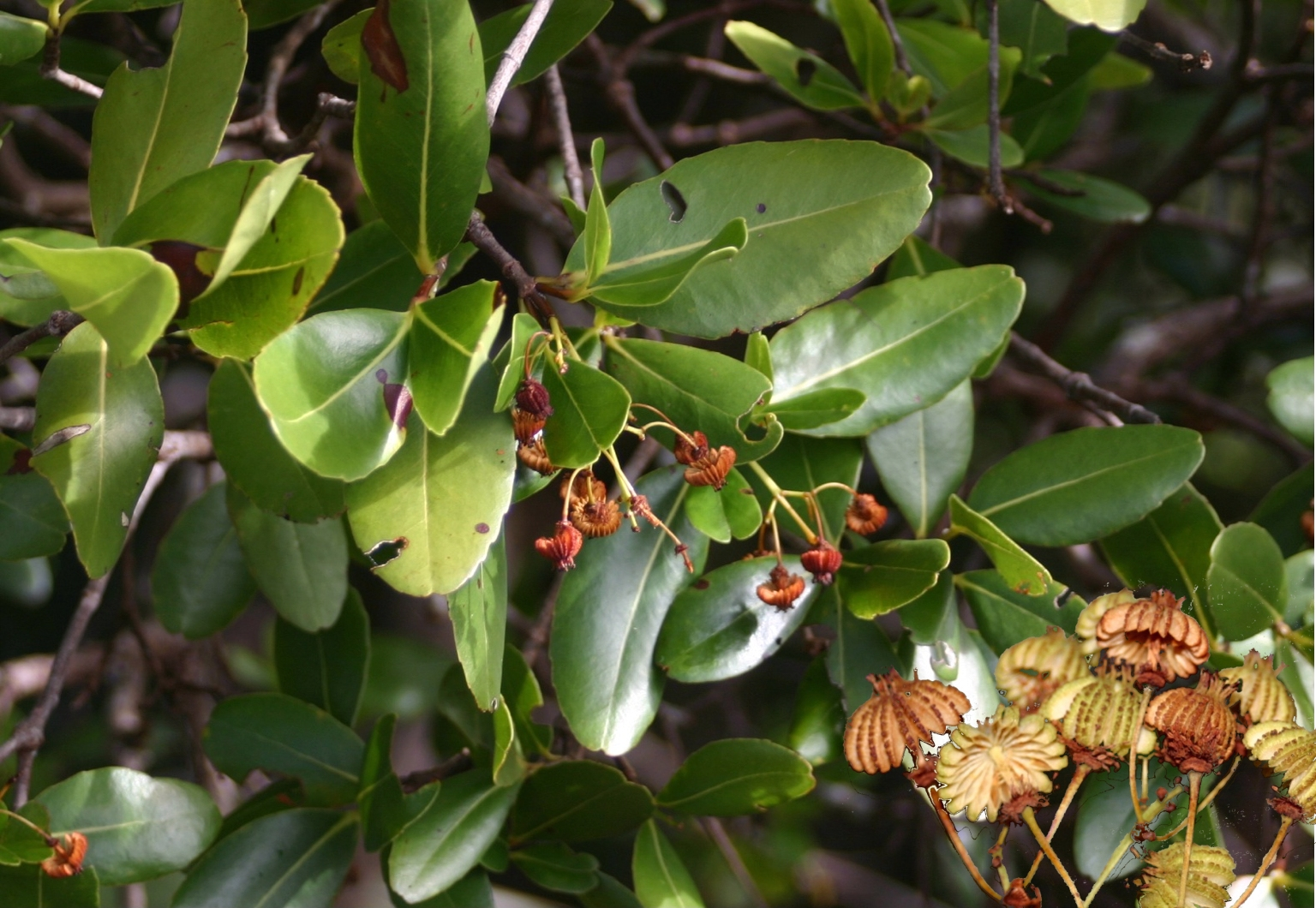
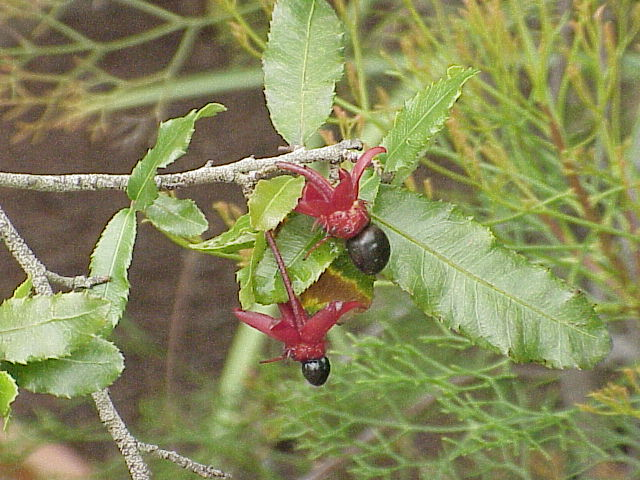
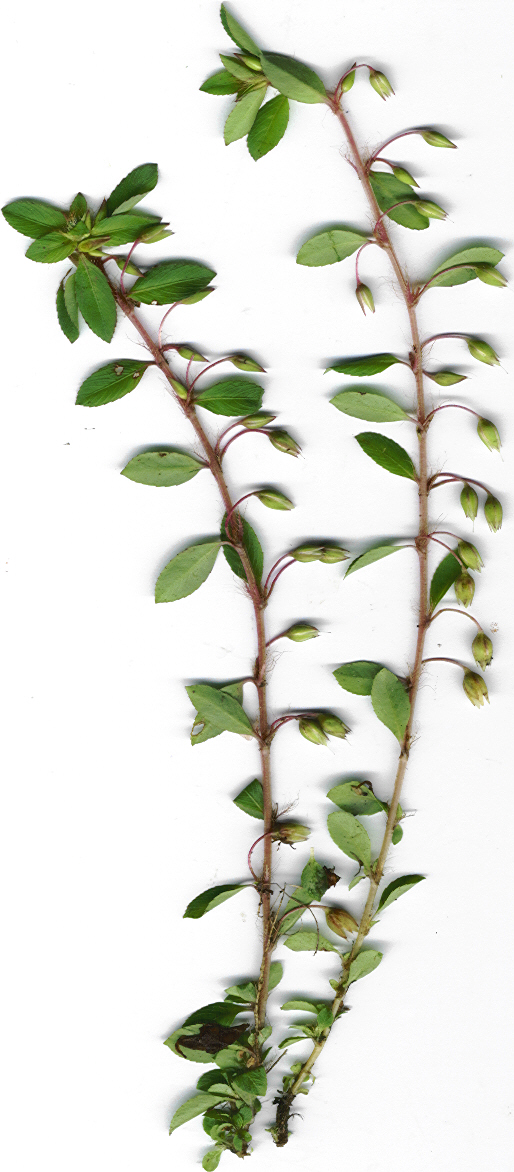
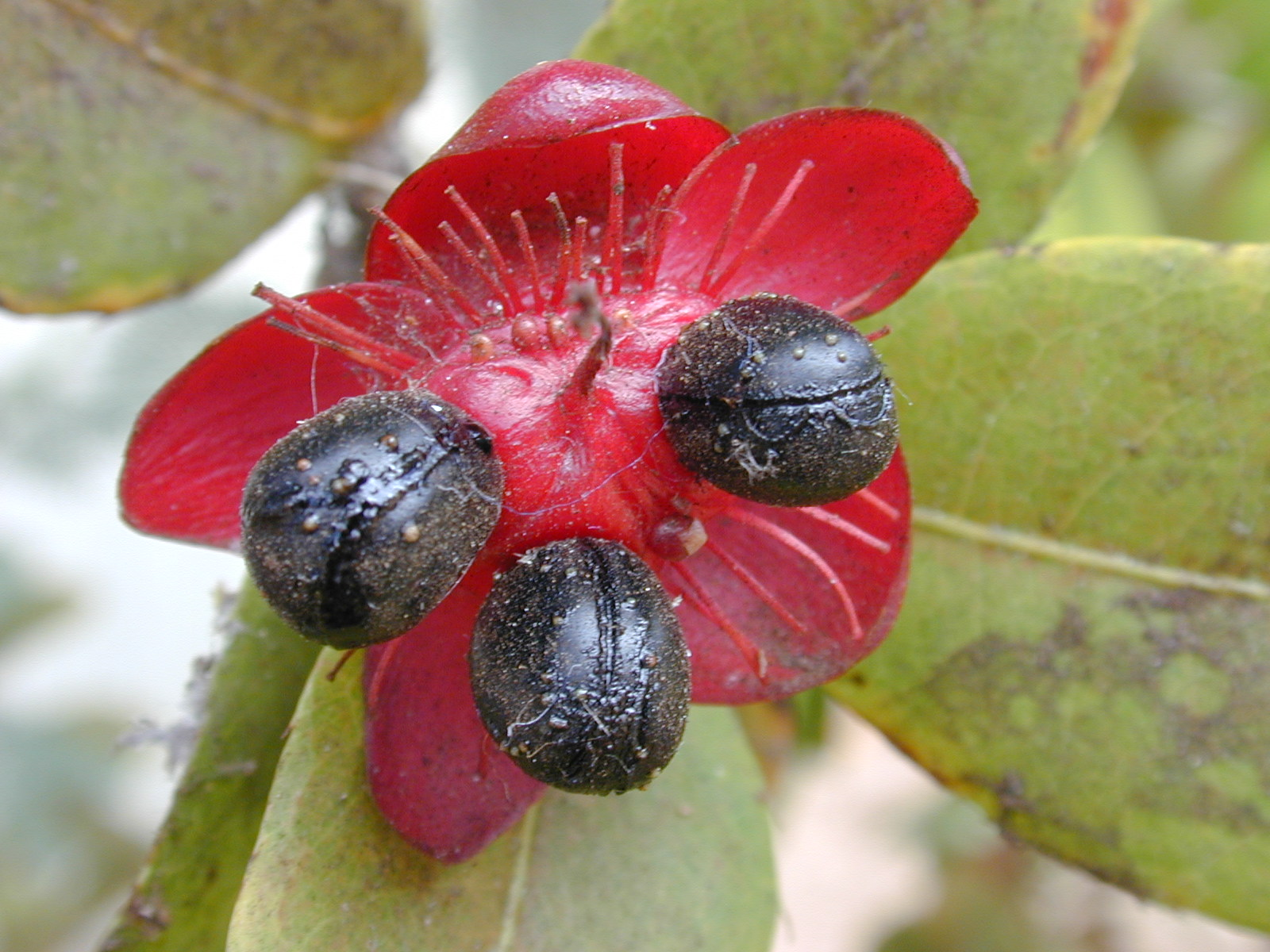
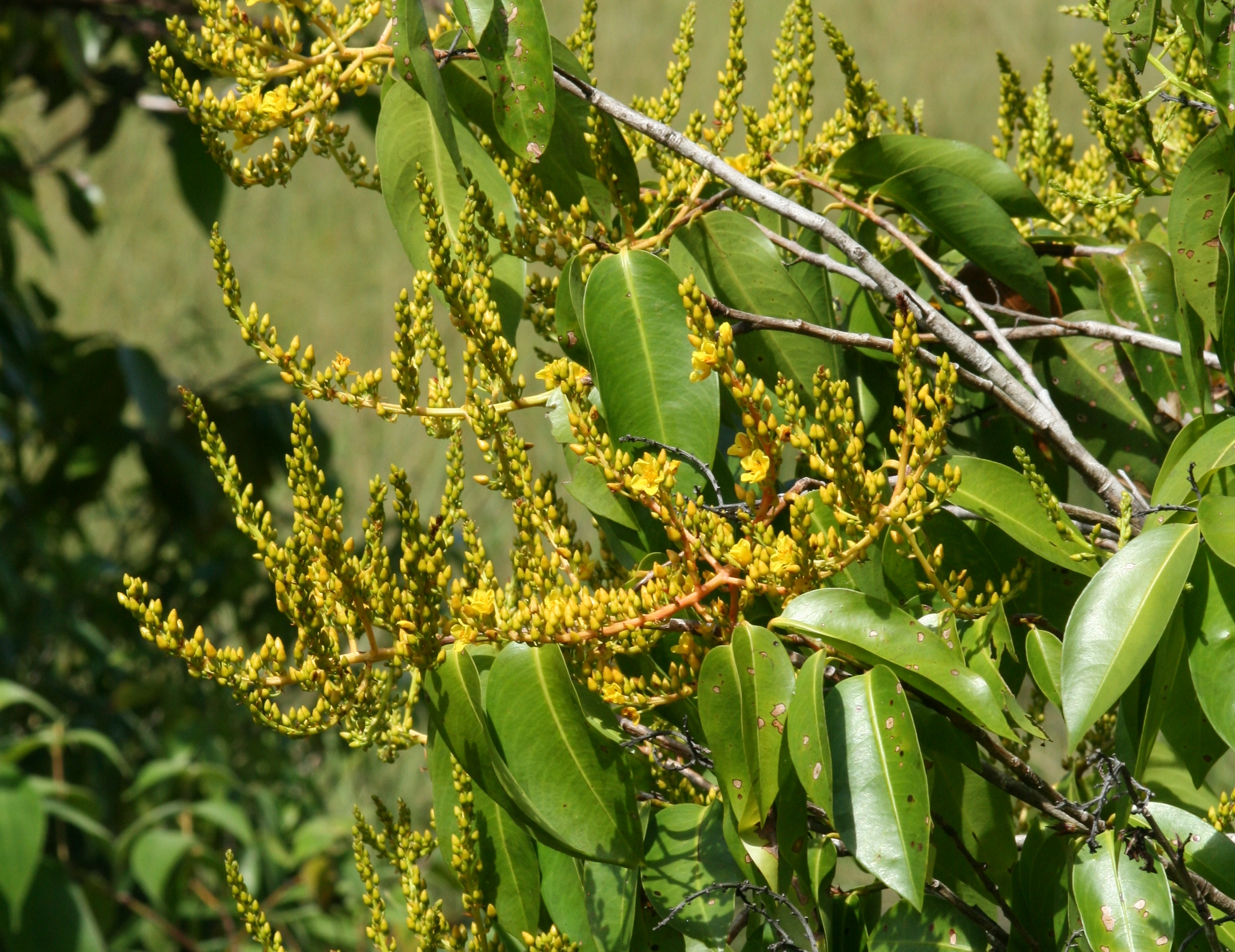

## Dottertaxa till Ochnaceae, i alfabetisk ordning[1]
- Adenarake
- Blastemanthus
- Brackenridgea
- Campylospermum
- Cespedesia
- Elvasia
- Euthemis
- Fleurydora
- Froesia
- Godoya
- Gomphia
- Idertia
- Indosinia
- Indovethia
- Krukoviella
- Lacunaria
- Leitgebia
- Lophira
- Luxemburgia
- Medusagyne
- Neckia
- Ochna
- Ouratea
- Perissocarpa
- Philacra
- Poecilandra
- Quiina
- Rhabdophyllum
- Rhytidanthera
- Sauvagesia
- Schuurmansia
- Schuurmansiella
- Testulea
- Touroulia
- Tyleria
- Wallacea